# Matang Bayu
Matang Bayu is een bestuurslaag in het regentschap Aceh Utara van de provincie Atjeh, Indonesië. Matang Bayu telt 1129 inwoners (volkstelling 2010).